# Beelzebub
Beelzebub eller Beelzebul er i Det Nye Testamente dæmonernes overherre og bliver også identificeret med Satan. 
Navnet kan føres tilbage til Baal-Zebub, der var konge i filistrenes by Ekron. Dette navn betyder på semitisk herre over fluerne og blev anvendt af William Golding i romanen Fluernes Herre. 
I antikke sammenhænge optræder der en lille, om nogen, betydningsmæssig forskel på Beelzebub og den polyteistiske semitiske gud ved navn, Ba‘al. Monoteistiske, jødiske henvisninger til Baal var næsten udelukkende nedsættende og voksede sig til at blive brugt blandt andre begreber for Satan. Navnet optræder senere som navnet på en dæmon eller djævel, ofte byttet ud med Beelzebul. 
Undersøgelser har forsøgt at tolke betydningen af Baal i sammenhænge for at afgøre den specifikke årsag til denne konnotation, og der har været alle mulige forskellige religiøse teorier. Det er gennemgående ukendt, hvorvidt og i hvilken grad den anti-hedenske indstilling hos tidlige hebræere bundede i en anti-matriarkalsk synsvinkel eller i en opstået modvilje mod de almindelige hedenske frugtbarhedsritualer. 

## Manga
Beelzebub (her "Belzebub") er også navnet på djævelens søn i den kendte manga, Sand Land. Denne manga er forfattet af Akira Toriyama, som også har brugt samme navn i sin verdensberømte mangaserie Dragon Ball.